# Trois Musiciens (Picasso)
Ne doit pas être confondu avec Trois Musiciens (Vélasquez).
Trois musiciens est le titre de deux collages de peintures à l'huile similaires de l'artiste espagnol Pablo Picasso. Ils ont tous deux été achevés en 1921 à Fontainebleau près de Paris, en France, et illustrent le style cubiste synthétique ; les plans plats de couleur et la « composition complexe ressemblant à un puzzle » faisant écho aux dispositions du papier découpé dont le style est issu.  

## Description
Ces peintures représentent chacune de façon colorée trois musiciens portant des masques dans la tradition du théâtre italien populaire Commedia dell'arte . 
Chaque tableau présente un Arlequin, un Pierrot et un moine, qui sont généralement considérés comme représentant respectivement Picasso, Guillaume Apollinaire et Max Jacob ,. Apollinaire et Jacob, tous deux poètes, étaient des amis proches de Picasso dans les années 1910. Cependant, Apollinaire est mort de la grippe espagnole en 1918, tandis que Jacob a décidé d'entrer dans un monastère en 1921. 
Le tableau de plus de deux mètres de large montre trois musiciens à peu près grandeur nature dans une pièce, ils se tiennent comme sur une scène. Devant eux se trouve une table sur laquelle est posé un objet non identifiable, et sous la table, sur le côté gauche - à peine reconnaissable - se trouve un grand chien noir. Les musiciens portent des costumes : à gauche, un Pierrot joue de la clarinette, au centre, un Arlequin joue de la guitare, et à droite, un moine chante d'après une partition qu'il tient à deux mains. Contrairement à la perspective spatiale, tous les musiciens sont représentés en aplat, sans dimension de profondeur. La table est montrée d'en haut, ses bords latéraux ne sont pas parallèles, mais s'écartent. Les figures non-figuratives, décomposées en formes géométriques, présentent des contours nets et sont peintes dans les tons de noir, de blanc cassé, de bleu, de rouge et de jaune ; les murs et le sol sont peints dans différentes nuances de marron.

## Historique
Les musiciens et le chien reprennent des motifs d'une période passée - connue dans l'histoire de l'art sous le nom de période rose - de la vie de Picasso au début du XXe siècle, lorsqu'il était attaché à la bohème et à la vie de cirque et qu'il l'a représenté dans ses œuvres, comme dans Les saltimbanques en 1905. Pierrot et Arlequin sont des personnages essentiels de l'ancienne comédie populaire italienne, la commedia dell'arte. Avant le tableau Trois musiciens, Picasso a créé, après un voyage en Italie en 1917, l'œuvre thématiquement similaire Pierrot assis (1918), mais dans un style classique. Elle fait également partie des collections du Museum of Modern Art.
Picasso s'est probablement représenté lui-même sur cette toile avec le personnage au centre, déguisé en Arlequin, flanqué de deux personnages qui pourraient représenter ses amis poètes, le défunt Guillaume Apollinaire et Max Jacob, qui s'était retiré dans un couvent. Les fragments plats des personnages proviennent de morceaux de papier découpés et peints (papier collé), une forme précoce de collage typique du cubisme synthétique. Le peintre français Paul Cézanne avait déjà peint en 1888 son fils  avec son ami Louis Guillaume en Pierrot et Arlequin. Picasso avait cité l'influence de Cézanne sur lui avec les mots bien connus : "Cézanne ! Cézanne était notre père à tous".
Une autre hypothèse, qui associe des personnes concrètes aux musiciens, se réfère à trois compositeurs avec lesquels Picasso a collaboré pour le théâtre. Il s'agit d'Erik Satie, Manuel de Falla et Igor Stravinsky. En 1920, Picasso avait réalisé des décors et des costumes pour le ballet Pulcinella d'Igor Stravinsky. Le commanditaire Sergei Diaghilev avait exigé un décor abstrait, contrairement au ballet Parade de 1917. De plus, selon certaines interprétations, le tableau aurait été une sorte de "travail de deuil" pour Picasso, qui avait dû abandonner sa vie de bohème après son mariage avec Olga Khokhlova en 1918.
Le marchand d'art Paul Rosenberg a acheté le tableau directement à Picasso en automne 1921 pour sa collection privée. En 1949, avec l'aide du Mrs. Simon Guggenheim Fund, le Museum of Modern Art de New York en devint propriétaire.
Une version du tableau fait partie de la collection permanente du Museum of Modern Art (MoMA) de New York ; l'autre version se trouve au Philadelphia Museum of Art . 